# Meilleurs handballeurs aux Championnats d'Europe
Les meilleurs handballeurs aux Championnats d'Europe sont désignés à l'issue de chaque championnat d'Europe masculin de handball.

## Bilan
Le tableau ci-dessous recense les meilleurs joueurs des différents championnat d'Europe depuis 1994 :
Les tableaux ci-dessous recensent les meilleurs joueurs et les meilleurs buteurs des différents Championnats d'Europe :
| Édition | Joueur               | Équipe       |
| ------- | -------------------- | ------------ |
| 1994    | Magnus Andersson     | Suède        |
| 1996    | Talant Dujshebaev    | Espagne      |
| 1998    | Daniel Stephan       | Allemagne    |
| 2000    | Jackson Richardson   | France       |
| 2002    | Magnus Wislander     | Suède        |
| 2004    | Ivano Balić          | Croatie      |
| 2006    | Ivano Balić (2)      | Croatie      |
| 2008    | Nikola Karabatic     | France       |
| 2010    | Filip Jícha          | Rép. tchèque |
| 2012    | Momir Ilić           | Serbie       |
| 2014    | Nikola Karabatic (2) | France       |
| 2016    | Raúl Entrerríos      | Espagne      |
| 2018    | Jim Gottfridsson     | Suède        |
| 2020    | Domagoj Duvnjak      | Croatie      |
| 2022    | Jim Gottfridsson (2) | Suède        |
| 2024    | Nedim Remili         | France       |

| Édition | Meilleur buteur     | Équipe       | Buts |
| ------- | ------------------- | ------------ | ---- |
| 1994    | Vassili Koudinov    | Russie       | 50   |
| 1996    | Thomas Knorr        | Allemagne    | 41   |
| 1998    | Jan Filip           | Rép. tchèque | 48   |
| 2000    | Oleg Velyky         | Ukraine      | 46   |
| 2002    | Ólafur Stefánsson   | Islande      | 58   |
| 2004    | Mirza Džomba        | Croatie      | 46   |
| 2006    | Siarhei Rutenka     | Slovénie     | 51   |
| 2008    | Lars Christiansen   | Danemark     | 44   |
| 2008    | Ivano Balić         | Croatie      | 44   |
| 2008    | Nikola Karabatic    | France       | 44   |
| 2010    | Filip Jícha         | Rép. tchèque | 53   |
| 2012    | Kiril Lazarov       | Macédoine    | 61   |
| 2014    | Joan Cañellas       | Espagne      | 50   |
| 2016    | Valero Rivera       | Espagne      | 48   |
| 2018    | Ondřej Zdráhala     | Rép. tchèque | 55   |
| 2020    | Sander Sagosen      | Norvège      | 65   |
| 2022    | Ómar Ingi Magnússon | Islande      | 59   |
| 2024    | Martim Costa        | Portugal     | 54   |
| 2024    | Mathias Gidsel      | Danemark     | 54   |

Remarques :
- avec 19 buts marqués en 2006 face à l'Islande (36-33), le Norvégien Kjetil Strand (de) détient le record du plus grand nombre de buts marqués en un match[1].
- avec 65 buts marqués en 2020, le Norvégien Sander Sagosen détient le record du plus grand nombre de buts marqués lors d'un championnat d'Europe[1].
- avec 289 buts marqués en onze Euros, le Français Nikola Karabatic  détient le record du plus grand nombre de buts marqués cumulés lors des championnats d'Europe et devance l'Islandais Guðjón Valur Sigurðsson (288 buts) et le Danois Mikkel Hansen (261)[1].
- avec 71 matchs joués en 10 éditions, le Français Nikola Karabatic est celui qui a disputé le plus de rencontres dans un championnat d’Europe. Il devance l’Espagnol Raúl Entrerríos (60 matchs) et l'Islandais Guðjón Valur Sigurðsson (59 matchs)[1].

## Meilleurs joueurs par compétition
La liste des meilleurs joueurs par compétition est :

### Championnat d'Europe 1994
L'équipe-type désignée à l'issue du tournoi est composée de :
- Meilleur joueur : Magnus Andersson,  Suède
- Meilleur gardien de but : Tomas Svensson,  Suède
- Meilleur ailier gauche : Erik Hajas,  Suède
- Meilleur arrière gauche : Vassili Koudinov,  Russie
- Meilleur demi-centre : Magnus Andersson,  Suède
- Meilleur arrière droit : Jan Jørgensen,  Danemark
- Meilleur ailier droit : Pierre Thorsson,  Suède
- Meilleur pivot : Dimitri Torgovanov,  Russie

### Championnat d'Europe 1996
Pour ce championnat d'Europe, seuls deux trophées ont été décernés :
- Meilleur joueur : Talant Dujshebaev,  Espagne
- Meilleur gardien de but : Jaume Fort,  Espagne

### Championnat d'Europe 1998
L'équipe-type désignée à l'issue du tournoi est composée de :
- Meilleur joueur : Daniel Stephan,  Allemagne
- Meilleur gardien de but : Peter Gentzel,  Suède
- Meilleur ailier gauche : Stefan Kretzschmar,  Allemagne
- Meilleur arrière gauche : Daniel Stephan,  Allemagne
- Meilleur demi-centre : Talant Dujshebaev,  Espagne
- Meilleur arrière droit : Sergueï Pogorelov,  Russie
- Meilleur ailier droit : Johan Petersson,  Suède
- Meilleur pivot : Andrei Xepkin,  Espagne

### Championnat d'Europe 2000
L'équipe-type désignée à l'issue du tournoi est composée de :
- Meilleur joueur : Jackson Richardson,  France
- Meilleur gardien de but : Peter Gentzel,  Suède
- Meilleur ailier gauche : Rafael Guijosa,  Espagne
- Meilleur arrière gauche : Carlos Resende,  Portugal
- Meilleur demi-centre : Jackson Richardson,  France
- Meilleur arrière droit : Patrick Cazal,  France
- Meilleur ailier droit : Irfan Smajlagić,  Croatie
- Meilleur pivot : Andrei Xepkin,  Espagne

### Championnat d'Europe 2002
L'équipe-type désignée à l'issue du tournoi est composée de :
- Meilleur joueur : Magnus Wislander,  Suède
- Meilleur gardien de but : Peter Gentzel,  Suède
- Meilleur ailier gauche : Lars Christiansen,  Danemark
- Meilleur arrière gauche : Stefan Lövgren,  Suède
- Meilleur demi-centre : Daniel Stephan,  Allemagne
- Meilleur arrière droit : Ólafur Stefánsson,  Islande
- Meilleur ailier droit : Denis Krivochlikov,  Russie
- Meilleur pivot : Michael Knudsen,  Danemark

### Championnat d'Europe 2004
L'équipe-type désignée à l'issue du tournoi est composée de :
- Meilleur joueur : Ivano Balić,  Croatie
- Meilleur gardien de but : Henning Fritz,  Allemagne
- Meilleur ailier gauche : Édouard Kokcharov,  Russie
- Meilleur arrière gauche : Nikola Karabatic,  France
- Meilleur demi-centre : Ivano Balić,  Croatie
- Meilleur arrière droit : Volker Zerbe,  Allemagne
- Meilleur ailier droit : Vid Kavtičnik,  Slovénie
- Meilleur pivot : Michael Knudsen,  Danemark

### Championnat d'Europe 2006
L'équipe-type désignée à l'issue du tournoi est composée de :
- Meilleur joueur : Ivano Balić,  Croatie
- Meilleur gardien de but : Thierry Omeyer,  France
- Meilleur ailier gauche : Édouard Kokcharov,  Russie
- Meilleur arrière gauche : Iker Romero,  Espagne
- Meilleur demi-centre : Ivano Balić,  Croatie
- Meilleur arrière droit : Ólafur Stefánsson,  Islande
- Meilleur ailier droit : Søren Stryger,  Danemark
- Meilleur pivot : Rolando Uríos,  Espagne

### Championnat d'Europe 2008
L'équipe-type désignée à l'issue du tournoi est composée de :
- Meilleur joueur : Nikola Karabatic,  France
- Meilleur gardien de but : Kasper Hvidt,  Danemark
- Meilleur ailier gauche : Lars Christiansen,  Danemark
- Meilleur arrière gauche : Daniel Narcisse,  France
- Meilleur demi-centre : Ivano Balić,  Croatie
- Meilleur arrière droit : Kim Andersson,  Suède
- Meilleur ailier droit : Florian Kehrmann,  Allemagne
- Meilleur pivot : Frank Løke,  Norvège

### Championnat d'Europe 2010
L'équipe-type désignée à l'issue du tournoi est composée de :
- Meilleur joueur : Filip Jícha,  Tchéquie
- Meilleur gardien de but : Sławomir Szmal,  Pologne
- Meilleur ailier gauche : Manuel Štrlek,  Croatie
- Meilleur arrière gauche : Filip Jícha,  Tchéquie
- Meilleur demi-centre : Nikola Karabatic,  France
- Meilleur arrière droit : Ólafur Stefánsson,  Islande
- Meilleur ailier droit : Luc Abalo,  France
- Meilleur pivot : Igor Vori,  Croatie
- Meilleur défenseur : Jakov Gojun,  Croatie

### Championnat d'Europe 2012
L'équipe-type désignée à l'issue du tournoi est composée de :
- Meilleur joueur : Momir Ilić,  Serbie
- Meilleur gardien de but : Darko Stanić,  Serbie
- Meilleur ailier gauche : Guðjón Valur Sigurðsson,  Islande
- Meilleur arrière gauche : Mikkel Hansen,  Danemark
- Meilleur demi-centre : Uroš Zorman,  Slovénie
- Meilleur arrière droit : Marko Kopljar,  Croatie
- Meilleur ailier droit : Christian Sprenger,  Allemagne
- Meilleur pivot : René Toft Hansen,  Danemark
- Meilleur défenseur : Viran Morros,  Espagne

### Championnat d'Europe 2014
L'équipe-type désignée à l'issue du tournoi est composée de :
- Meilleur joueur : Nikola Karabatic,  France
- Meilleur gardien de but : Niklas Landin Jacobsen,  Danemark
- Meilleur ailier gauche : Guðjón Valur Sigurðsson,  Islande
- Meilleur arrière gauche : Mikkel Hansen,  Danemark
- Meilleur demi-centre : Domagoj Duvnjak,  Croatie
- Meilleur arrière droit : Krzysztof Lijewski,  Pologne
- Meilleur ailier droit : Luc Abalo,  France
- Meilleur pivot : Julen Aguinagalde,  Espagne
- Meilleur défenseur : Tobias Karlsson,  Suède

### Championnat d'Europe 2016
L'équipe-type désignée à l'issue du tournoi est composée de :
- Meilleur joueur : Raúl Entrerríos,  Espagne
- Meilleur gardien de but : Andreas Wolff,  Allemagne
- Meilleur ailier gauche : Manuel Štrlek,  Croatie
- Meilleur arrière gauche : Michał Jurecki,  Pologne
- Meilleur demi-centre : Sander Sagosen,  Norvège
- Meilleur arrière droit : Johan Jakobsson,  Suède
- Meilleur ailier droit : Tobias Reichmann,  Allemagne
- Meilleur pivot : Julen Aguinagalde,  Espagne
- Meilleur défenseur : Henrik Møllgaard,  Danemark

### Championnat d'Europe 2018
L'équipe-type désignée à l'issue du tournoi est composée de :
- Meilleur joueur : Jim Gottfridsson,  Suède
- Meilleur gardien de but : Vincent Gérard,  France
- Meilleur ailier gauche : Manuel Štrlek,  Croatie
- Meilleur arrière gauche : Mikkel Hansen,  Danemark
- Meilleur demi-centre : Sander Sagosen,  Norvège
- Meilleur arrière droit : Alex Dujshebaev,  Espagne
- Meilleur ailier droit : Ferrán Solé,  Espagne
- Meilleur pivot : Jesper Nielsen,  Suède
- Meilleur défenseur : Jakov Gojun,  Croatie

### Championnat d'Europe 2020
L'équipe-type désignée à l'issue du tournoi est composée de :
- Meilleur joueur : Domagoj Duvnjak,  Croatie
- Meilleur gardien de but : Gonzalo Pérez de Vargas,  Espagne
- Meilleur ailier gauche : Magnus Jøndal,  Norvège
- Meilleur arrière gauche : Sander Sagosen,  Norvège
- Meilleur demi-centre : Igor Karačić,  Croatie
- Meilleur arrière droit : Jorge Maqueda,  Espagne
- Meilleur ailier droit : Blaž Janc,  Slovénie
- Meilleur pivot : Bence Bánhidi,  Hongrie
- Meilleur défenseur : Hendrik Pekeler,  Allemagne

### Championnat d'Europe 2022
L'équipe-type désignée à l'issue du tournoi est composée de :
- Meilleur joueur : Jim Gottfridsson,  Suède
- Meilleur gardien de but : Viktor Gísli Hallgrímsson,  Islande
- Meilleur ailier gauche : Miloš Vujović,  Monténégro
- Meilleur arrière gauche : Mikkel Hansen,  Danemark
- Meilleur demi-centre : Luc Steins,  Pays-Bas
- Meilleur arrière droit : Mathias Gidsel,  Danemark
- Meilleur ailier droit : Aleix Gómez,  Espagne
- Meilleur pivot : Johannes Golla,  Allemagne
- Meilleur défenseur : Oscar Bergendahl,  Suède

### Championnat d'Europe 2024
| Wolff Wanne Fabregas Weber M. Costa Knorr Gidsel Meilleur joueur : Remili Meilleur défenseur : Saugstrup Meilleurs buteurs : M. Costa et Gidsel , 54 buts              |
| Équipe-type du championnat d'Europe 2024 |
| · Wolff · Wanne · Fabregas · Weber · M. Costa · Knorr · Gidsel Meilleur joueur : Remili Meilleur défenseur : Saugstrup Meilleurs buteurs : M. Costa et Gidsel, 54 buts |

L'équipe-type du tournoi est, : 
- Meilleur joueur : Nedim Remili,  France
- Meilleur gardien de but : Andreas Wolff,  Allemagne
- Meilleur ailier droit : Robert Weber,  Autriche
- Meilleur arrière droit : Mathias Gidsel,  Danemark
- Meilleur demi-centre : Juri Knorr,  Allemagne
- Meilleur pivot : Ludovic Fabregas,  France
- Meilleur arrière gauche : Martim Costa,  Portugal
- Meilleur ailier gauche : Hampus Wanne,  Suède
- Meilleur défenseur : Magnus Saugstrup,  Danemark